# 2016年7月印度空军运输机空难
2016年7月22日，印度空军一架机上有29人的安-32运输机从雷达上消失。对失踪运输机的搜救工作已经展开。
該架飛機於22日早上8時30分從金奈市的塔姆巴拉姆空軍基地起飛，目的地為布萊爾港，9時15分過後，飛機於孟加拉灣上空失蹤。